# باريس سان جيرمان موسم 2004–05

## موسم 04-2005: تقلبات وتخبطات ومشاكل مع الجماهير
بعد الموسم الأول الرائع لباريس سان جرمان بقيادة غراي - خليلودزيتش، بدأ الثاني بطريقة غير جيدة حيث أظهرت «طريقة خليلودزيتش» محدوديتها عندما وجد الفريق نفسه في مراكز الهبوط بعد 6 جولات من البداية حيث ترك رحيل العديد من النجوم للنادي أمثال ديهو وهاينتزه وسورين وفيوريز فراغا كبيراً في التشكيلة الباريسية، وكانت مشاركته فاشلة في دوري أبطال أوروبا حيث حلّ رابعاً في مجموعته التي التي ضمت كلاً من تشيلسي الإنجليزي وبورتو وسيسكا موسكو، بعد أن حقق خمس نقاط فقط. رغم تغلبه على بورتو حامل اللقب حينها بثنائية نظيفة سجلها كلٌ من باوليتا وكوريدين،

على الصعيد المحلي لم يكن الموسم جيد جداً، حيث خرج الفريق خالي الوفاض من جميع المسابقات، وأنهى الدوري
المحلي في المركز التاسع، وهو مركز لم يمكن النادي من المشاركة في المسابقات الأوروبية وتحول موسم لاعبي نادي العاصمة إلى كابوس بسبب الخلاف بين المسؤولين والجماهير، وتراجع الفريق إلى المراكز المتأخرة في الدوري وتم التعاقد مع المدرب لوران فورنييه لإنقاذ الموسم، وكأن رسالة فورنييه (لاعب خط الوسط السابق للنادي) إلى اللاعبين قد أعطت ثمارها بسرعة بدليل فوزين ثمينين على بوردو 1-3 ومضيفه ليون 1-0 (حامل اللقب وبطل الدوري في ذلك الموسم أيضاً) ضمن عدة انتصارات معنوية حققها الفريق كان أبرزها ثلاث انتصارات جديدة على الغريم مرسيليا هما السابع والثامن على التوالي كان أولها الفوز في 30 نوفمبر 2003 في الفيلودروم بهدف فيوريس في ذهاب الدوري، ثم أتبعه بفوز آخر في الفيلودروم في يناير في دور 32 في كأس فرنسا وأتمّه بفوز في البارك دي برينس بثنائية باوليتا في أبريل 2004.